# El Cerrito, Novi Meksiko
El Cerrito je selo u okrugu San Miguelu u američkoj saveznoj državi Novom Meksiku. Osnovano je 1824. godine. Većina stanovništva bila je hispanska. Nalazi se u gornjem dijelu doline rijeke Pecosa.

## Stanovništvo
Nije zabilježen u podatcima popisa stanovništva 2010. godine.

## Vanjske poveznice
- El Cerrito New Mexico Family Reunion  Arhivirana inačica izvorne stranice od 1. kolovoza 2015. (Wayback Machine)